# Кабаре джентльменов в возрасте

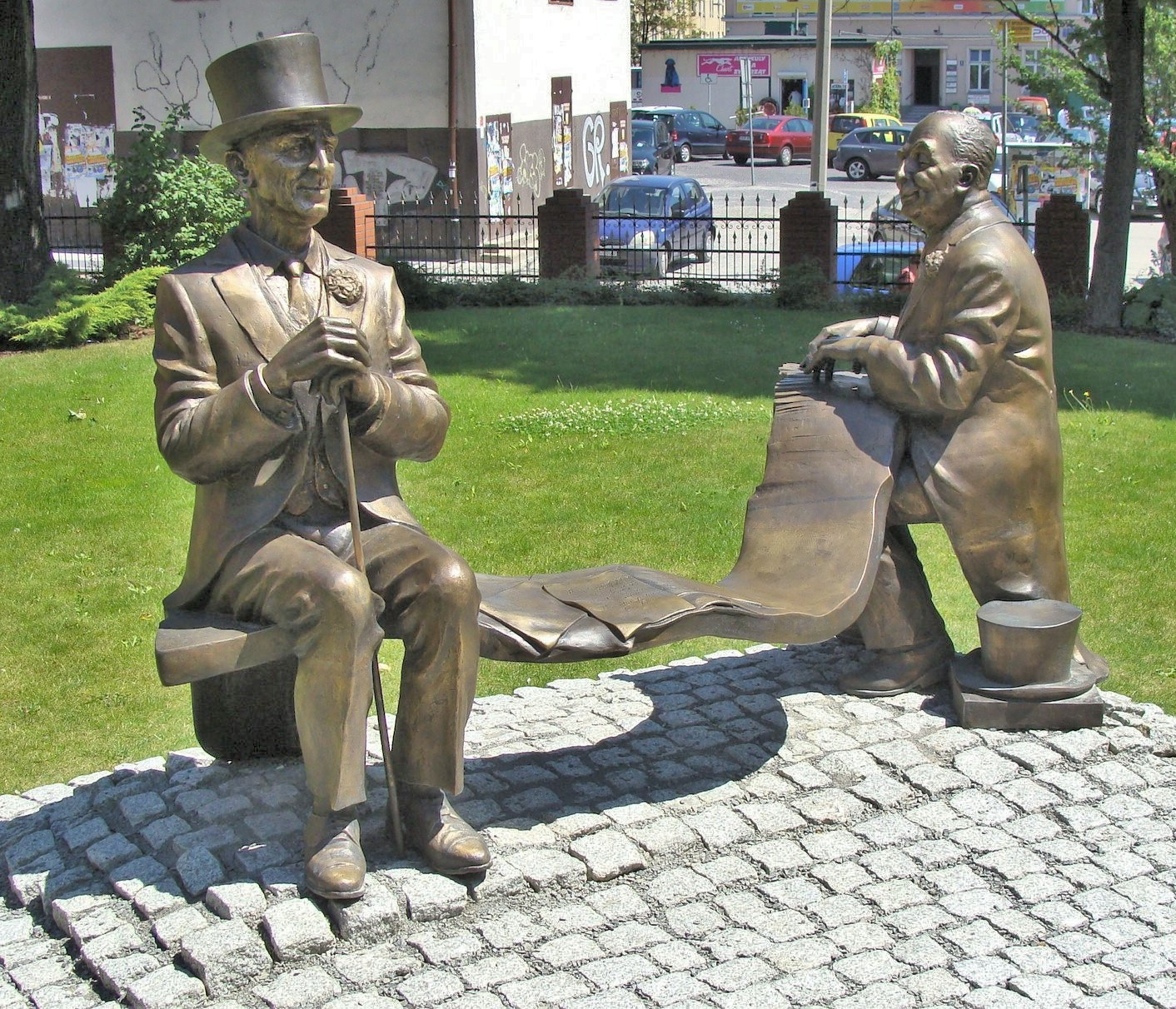
Два джентльмена в возрасте

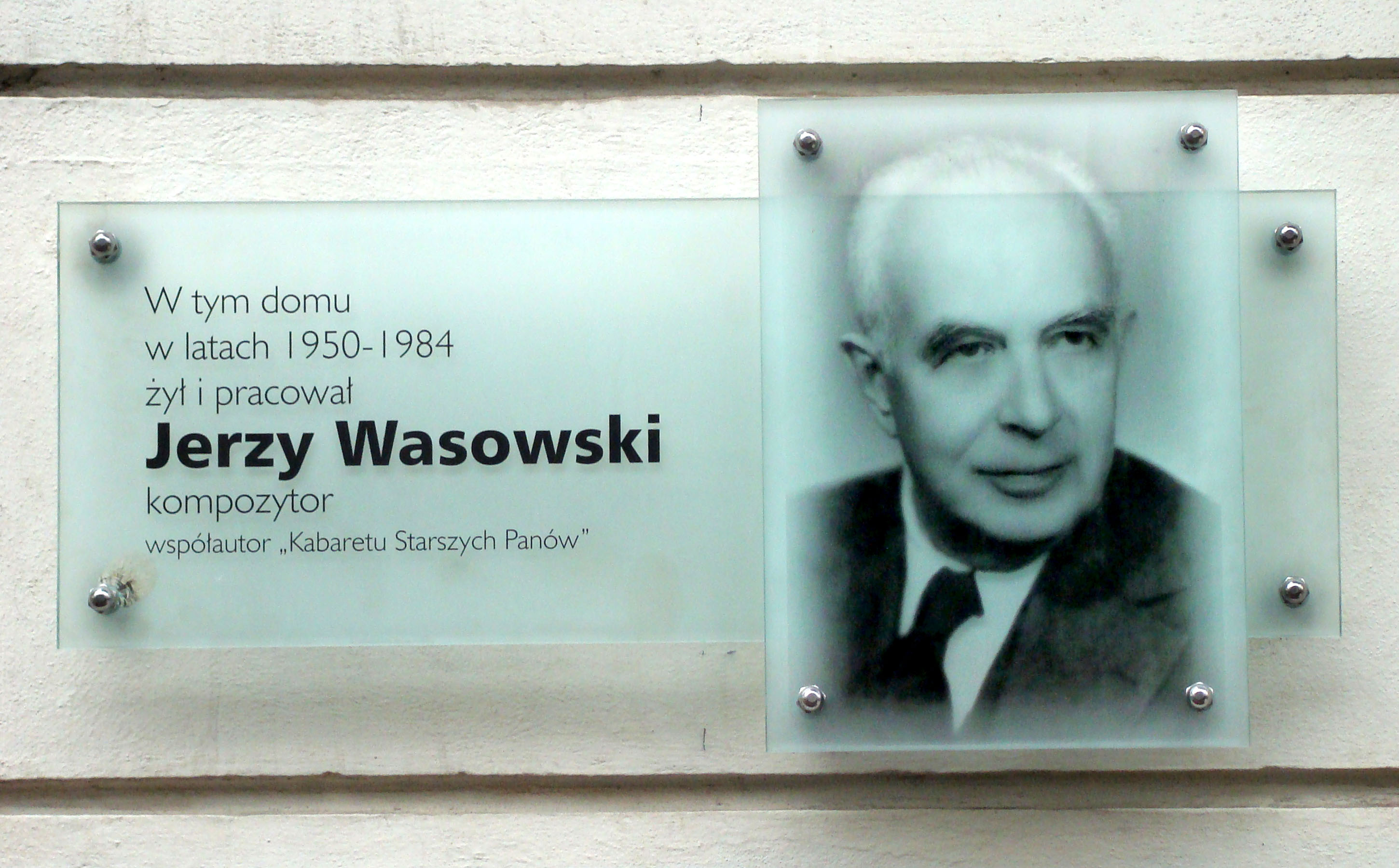
Ежи Васовский — мемориальная доска в Варшаве, ул. Вильча 11

Кабаре джентльменов в возрасте или «Кабаре пожилых господ» (пол. Kabaret Starszych Panów) (оба перевода не дословны) — программа польского телевидения, существовавшая в 1958—1966 годах.

## История телепрограммы и её авторы
1958 год был годом, когда граждане Польши потеряли все надежды на политическую оттепель, начатую осенью 1956 года. Несмотря на это, на польском телевидении появилась программа, которая сразу приобрела огромную популярность. Это было «Кабаре джентльменов в возрасте», созданное двумя друзьями: электроакустиком и композитором-любителем Ежи Васовским и радиодиктором Иеремией Пшиборой.
Ведущими (и одновременно авторами) в программе выступали два старомодных, благодушных джентльмена в цилиндрах, визитках и брюках в полоску, напоминающих профессора Хиггинса из пьесы «Пигмалион» Бернарда Шоу, перенесённых прямо из девятнадцатого столетия в Польшу шестидесятых годов двадцатого века.
Ведущие встречали гостей, которые приходили со своими заботами и невольно приводили хозяев в смущение. Когда те находили выход из неловкой ситуации, диалог переходил в безмятежную песенку, и вновь все улыбались.
Авторы создали тексты и музыку для примерно двадцати программ. Это был удачный опыт трансформации традиционного искусства кабаре в постановочной форме телевизионного эфира.
Никто не знает, какими образом удалось авторам обойти требования соцреализма. Зрители могли в воскресный вечер отдохнуть от трактористов и строителей. Но супруга первого секретаря ЦК ПОРП Владислава Гомулки громко критиковала размер декольте главной актрисы.
Первые программы шли прямо в эфир — тогда ещё не было возможности записи изображения. Потом уже идущее в эфир изображение записывалось методом телерекординга — на узкой киноплёнке. Только самые последние программы дождались возможности записи на видеомагнитофон.
Сегодня все сохранившиеся программы, несмотря на их технические недостатки, получили статус культовых шедевров, продаются на CD и DVD дисках.
В 1964 году кинорежиссёр Казимеж Куц создал полнометражный кинофильм «Зной» (Upał) с джентльменами и другими актёрами этой программы.

## Девиз программы
Девиз программы:
Увы, мы уже в том возрасте, что поделать,

Когда нет у человека добрых видов на будущее,

Но, с другой стороны, всё же приятно,

Что у человека более нет и дурных видов на будущее.

Джентльмены в возрасте, джентльмены в возрасте, двое джентльменов в возрасте,

Уже иней лег на голову, и здоровье не то, но в сердце всё так же май.

Джентльмены в возрасте, джентльмены в возрасте, двое джентльменов в возрасте,

Уже иней лег на голову, и здоровье не то, но в сердце всё так же май.
I znaleźliśmy się w wieku trudna rada

że się człowiek przestał dobrze zapowiadać

ale za to z drugiej strony cieszy się

że się również przestał zapowiadać źle

Starsi panowie, starsi panowie, starsi panowie dwaj

Już szron na głowie już nie to zdrowie a w sercu ciągle maj

Starsi panowie, starsi panowie, starsi panowie dwaj

Już szron na głowie już nie to zdrowie a w sercu ciągle maj
остался девизом уже покойных авторов незабываемого кабаре.

## Значение программы в современной культуре Польши
Книжные издания текстов и музыки передачи
Уже в 1970 году отдельной книгой было издано 197-страничное «Кабаре джентльменов в возрасте — избранное» (недоступная ссылка), в 1973 году 194-страничное «Кабаре джентльменов в возрасте — избранное 2» (недоступная ссылка), полное собрание сочинений «Кабаре джентльменов в возрасте» вышло в 1995 году, что подтвердило неослабевающий интерес литературной общественности к творческому наследию авторов телепередачи.
В 2001 году в Польском музыкальном издательстве вышел том «Kabaret Starszych Panow oraz Divertimento» (недоступная ссылка), в котором помимо текстов было опубликовано также музыкальное наследие телепередачи.
Литературоведческие и музыковедческие труды, посвящённые телепередаче «Кабаре джентльменов в возрасте»
В 2005 году был издан лексикон телепередачи «Ostatni naiwni: leksykon Kabaretu Starszych Panów» («Последние наивные: лексикон „Кабаре джентльменов в возрасте“»). Литературное наследие телепередачи стало предметом научного исследования Комиссией польского языка.
Отдельный раздел в исследовании Tworzenie pojęć w naukach humanistycznych («Создание понятий в гуманитарных науках» 1986 г.) посвящён передаче «Кабаре джентльменов в возрасте».
В изданном Факультетом польского языка и литературы Варшавского университета томе Modernistyczne źródła dwudziestowieczności («Модернистские источники двадцатого века») телепередача «Кабаре джентльменов в возрасте» характеризуется как «идеал сочетания целостности как самого представления, так и качества представляемых текстов».
Музыкальное наследие телепередачи отражено и в «Лексиконе польской развлекательной музыки» (Leksykon polskiej muzyki rozrywkowej).
О «Кабаре джентльменов в возрасте» пишет также и «Энциклопедия польской литературы» 2005 г., авторы передачи (и сама передача) нашли своё место в обоих изданиях «Словаря польских писателей» 2002 г., 2003 г.
Словарь польской литературы XX века также пишет о «Кабаре джентльменов в возрасте», характеризуя телепередачу как «выдающееся, специфически польское и специфически телевизионное достижение аудиовизуального искусства», объясняя свою оценку тем, что «великолепное собрание прекрасных актёров, создаёт автономный мир полный симпатично-гротескных персонажей, тёплый лиризм, исключительная литературная культура текстов и необыкновенная индивидуальность обоих авторов в роли конферансье, определили небывалую популярность передачи».
«Кабаре джентльменов в возрасте» было включено в вышедший в 2005 году том 30 najważniejszych programów TV w Polsce («30 самых выдающихся телепрограмм Польши»)
Творчество телепрограммы, как это происходит с культовыми произведениями, обогатило польский язык большим набором устойчивых выражений «Skrzydlate słowa» («Крылатые слова» 1990 г.).
Реакция на телепередачу за пределами Польши
Высокую оценку культурному явлению, каким стала телепередача «Кабаре джентльменов в возрасте», дают Wendy Bracewell и Alex Drace-Francis в своей книге Under Eastern eyes: a comparative introduction to East European travel writing on Europe

## Выпуски программы
1. Послеполуденное время джентльменов в возрасте (Popołudnie Starszych Panów) (первое исполнение 16 октября 1958 года)
2. Вечер джентльменов в возрасте (Wieczór Starszych Panów) (6 июня 1959 года)
3. Осенняя ночь (Jesienna noc) (24 октября 1959 года)
4. Калорифеерия (Kaloryfeeria) (30 января 1960 года)
5. Вторая весна (Druga wiosna) (14 мая 1960 года)
6. Грустинка (Smuteczek) (29 октября 1960 года)
7. Зелёный карнавал (Zielony karnawał) (20 мая 1961 года)
8. Ненужные могут подойти (Niepotrzebni mogą podejść) (4 ноября 1961 года)
9. Совершенно другая история (Zupełnie inna historia) (17 марта 1962 года)
10. Неожиданный конец лета (Niespodziewany koniec lata) (27 октября 1962 года)
11. Цветущая лесенка (Kwitnące szczeble) (6 апреля 1963 года)
12. Неизвестные преступники (Nieznani sprawcy) (12 апреля 1964 года)
13. Перерыв в путешествии (Przerwa w podróży) (26 августа 1964 года)
14. 14 и ¾ (14 i ¾) (12 июня 1965 года)
15. Последние наивные (Ostatni naiwni) (11 декабря 1965 года)
16. Позаботьтесь о Леоне (Zaopiekujcie się Leonem) (22 июля 1966 года)

## Дополнительные выпуски программы
1. Подпрограммы «Песенка годится ко всему» (Nadprogramy «Piosenka jest dobra na wszystko») — I, II и III серии (21 января 1961 года), (1 января 1962 года), (11 января 1964   года)
2. Напоминание IV «Калорифеерия» (Przypomnienie IV «Kaloryfeeria») (11 января 1965 года)
3. Новогоднее Микрокабаре (Mikrokabarecik Sylwestrowy) (31 декабря 1965 года)
4. Дождливая сюита (Deszczowa suita) (26 марта 1967 года)

## Ссылка
- Два джентльмена в возрасте с Ириной Квятковской

## YouTube
- Piosenka jest dobra na wszystko (Песенка годится ко всему) Ереми Пшибора, Ежи Васовский
- Kaziu, zakochaj się (Казик, влюбись!) Ереми Пшибора, Зофия Куцувна
- Addio pomidory (Addio, помидоры) Веслав Михниковский, Мечыслав Чехович, Ереми Пшибора
- Do ciebie szłam (Я шла к тебе) Калина Ендрусик
- W czasie deszczu dzieci się nudzą (Во время дождя дети скучают) Барбара Краффтувна
- Tanie dranie (Дешёвые прохвосты) Мечислав Чехович, Веслав Михниковский
- Shimmy szuja (Шимми негодяя) Ирена Квятковская, Веслав Голас, Ежи Васовский